# Économie de l'Équateur
L'économie de l'Équateur est la soixante-quatrième du monde en 2010 selon le critère du PIB à parité de pouvoir d'achat. Petit pays par rapport à ses voisins d'Amérique du Sud, il se caractérise par ses fortes exportations de pétrole (près de 46 % des exportations du pays en 2009) et de produits agricoles (bananes, fleurs, crevettes).
Après une importante crise bancaire à la fin des années 1990 qui débouche sur l'abandon de la monnaie nationale, le sucre, au profit du dollar américain, l'Équateur connaît une croissance soutenue au cours des années 2000, malgré une légère récession en 2009.
Depuis 2007, le président Rafael Correa donne aux politiques économiques du gouvernement le but de construire le « socialisme du XXIe siècle », en s'appuyant sur une revalorisation du rôle de l'État dans l'économie et sur l'utilisation de la planification comme moyen d'atteindre les objectifs,. Selon la Banque mondiale, la pauvreté en Équateur a fortement reculé en l'espace de quelques années, pour passer d'un taux de 36,7 % en 2007 à 22,5 % en 2014. Les inégalités, telles que mesurées par l'indice de Gini, ont baissé de 0,55 à 0,47 (2007-2014), ce qui fait de l’Équateur le pays latino-américain à avoir le plus fortement réduit les inégalités pour la période observée.

## Agriculture et pêche

### Agriculture
L'agriculture représentait 6,1 % du PIB de l'Équateur en 2015 et occupait 27,8 % de la population active en 2012 selon les chiffres du World Factbook de la CIA. Malgré l'importance historique de l'agriculture dans l'économie, seule 11 % de la surface du pays est cultivée, et 18 % est utilisée pour le pâturage extensif.
L'agriculture de la Costa est principalement tournée vers les produits d'exportation, en particulier la banane, qui représentait en 2001 17,8 % des exportations du pays, seulement devancée par le pétrole. D'autres produits d'exportation sont produits dans les plaines du littoral, tels que le cacao et le café. L'agriculture de la Sierra est au contraire tournée principalement vers le marché intérieur, et dominée par des produits de climat tempéré tels que le maïs, l'orge, le blé, les haricots ou les pommes de terre. La floriculture, et en particulier la culture des roses, a toutefois connu dans la Sierra une importante expansion au cours des dernières décennies, et les fleurs sont un important produit d'exportation du pays, avec une valeur exportée de 597 millions de dollars en 2009,.
En 2018, l'Équateur était l'un des 5 plus grands producteurs de banane au monde, avec 6,5 millions de tonnes produites. La même année, le pays a produit 7,5 millions de tonnes de canne à sucre, 2,7 millions de tonnes d'huile de palme, 1,3 million de tonnes de maïs, 1,3 million de tonnes de riz, 269 000 tonnes de pomme de terre, 235 000 tonnes de cacao, 149 000 tonnes de ananas, 103 000 tonnes d'orange, en plus des petites productions d'autres produits agricoles.

## Pétrole et ressources minières
L’Équateur dispose de réserves évaluées à 8,8 milliards de barils de pétrole, en particulier dans la partie amazonienne du pays. La production est d'environ 526 000 barils par jour en moyenne : 53 % de cette production est assurée par l'entreprise publique Petroecuador et le reste par différentes compagnies privées. 526 000 barils sont exportés chaque jour, soit environ 73 % de la production.
Le pays disposait en 1999 de 2,9 % des réserves pétrolières d'Amérique latine, ce qui en faisait le quatrième pays de la région selon ce critère après le Venezuela, le Mexique, et le Brésil, et également le quatrième producteur. Le pétrole représentait en 2009 45,8 % des exportations du pays. En 2010, le gouvernement équatorien a annoncé qu'il renoncerait à l'exploitation des gisements de pétrole de la région du Yasuni en échange d'une contribution financière de la communauté internationale d'un montant de 350 millions de dollars annuel, afin de protéger la biodiversité et de contribuer à lutter contre le réchauffement climatique. L'initiative a cependant échoué, les fonds nécessaires n'ayant pas pu être rassemblés et l'exploitation pétrolière du parc de Yasuni a débuté en 2016.
Les autres ressources minières du pays sont le pétrole et le gaz naturel, les minerais d'or, d'argent, de charbon, de plomb, de zinc, de cuivre, de fer et de soufre. Le pays exploite aussi le sel.
L'exploitation des ressources minières et pétrolières est combattue par les peuples indigènes qui revendiquent le respect de leurs territoires et de leurs cultures, et cela pose des problèmes aux différents gouvernements, notamment celui de Lenìn Moreno. Les américains Houaoranis ont obtenu un jugement en leur faveur mais le gouvernement fait appel.

### OPEP
L’Équateur a adhéré à l'OPEP en 1973. Il l'a quittée provisoirement entre 1992 et 2007.
C'est le plus petit membre de l'OPEP.

### Le gisement de Yasuni
Le président de l'Équateur, Rafael Correa, a annoncé en 2007, devant l'Assemblée Générale des Nations unies, l'engagement de l'Équateur de ne pas extraire près de 846 millions de barils de pétrole dans le champ ITT (Ishpingo-Tambococha-Tiputini), ce qui correspond à 20 % des réserves du pays. L'exploitation de ce pétrole aurait rapporté à l'État équatorien 7,2 milliards de dollars (au cours du baril de 2007). Le président a donc demandé en contrepartie une contribution économique de 3,6 milliards de dollars à la communauté internationale, renonçant ainsi à 50 % des recettes.
L'initiative Yasuní ITT aurait dû permettre d'éviter l'émission de 407 millions de tonnes de CO2 (principal gaz à effet de serre) dans l'atmosphère et d'éviter par la même occasion la déforestation. Pour comparaison l'émission annuelle de la France est de 369 millions de tonnes,. Le 3 août 2010, un fonds est créé, destiné à récolter l'argent permettant de compenser ce manque à gagner. Mais les dons ne seront pas au rendez-vous.
Face à des difficultés financières, Rafael Correa doit finalement se résoudre à revenir sur sa décision. En août 2013, il ouvre la porte à l'exploitation du gisement de Yasuni. La licence d'exploitation du gisement est officiellement accordée le 22 mai 2014.

## Industrie
En 2006, le secteur manufacturier représentait 35,2 % du PIB de l'Équateur et occupait 21,2 % de la population active. Les secteurs les plus importants sont le raffinage du pétrole (en 2002, le pays comptait trois raffineries) et le secteur agroalimentaire basé sur la transformation et la préparation de produits agricoles comme les asperges, les fruits tropicaux ou les crevettes. L'Équateur dispose également d'une industrie automobile représentée par l'entreprise Aymesa, qui existe depuis 1972 et a produit 7597 unités en 2007,.

## Crise de 1999
Depuis 1992, les gouvernements équatoriens successifs prolongent la libéralisation du système financier ce qui conduit à dépouiller l’État de tout contrôle sur les institutions bancaires. Lorsque survient la crise asiatique qui affecte les Nouveaux pays industrialisés, puis le Brésil, la panique s’empare des investisseurs locaux et étrangers qui ont de fortes sommes dans les banques latino-américaines. En Équateur, déjà sauvée de la faillite en 1995 par un crédit de 163 millions de dollars de la Banque centrale, la Banque continentale s’effondre le 1er avril 1998 : les économies de vingt mille personnes disparaissent. Rapidement, les établissements financiers tombent les uns après les autres : Banco de Préstamos (dont les grands investisseurs ont retiré plus de 120 millions de dollars de dépôts), Banco del Azuay, Banco de los Andes, Banco Mercantil Unido, Solbanco, Banco de Préstamos, Tungurahua et la puissante Filanbanco (300 000 clients).
À la fin de 1999, et alors que près de 6 milliards de dollars ont déjà été sortis du pays par les investisseurs, la crise du secteur financier a produit la faillite de seize établissements qui, à travers l’Agence de garantie des dépôts et la Banque centrale, passent sous l’administration de l’État. Lequel, pour les sauver, sous la présidence de Jamil Mahuad, injecte environ 8 milliards de dollars (27 % du PIB du pays) et, en mars 1999, a gelé pour une année les dépôts bancaires de plus de 2 millions de sucres (500 dollars). Le PIB chute de 7 %, le taux d'inflation atteint 60 %, le chômage 18 % et la pauvreté urbaine 65 % durant l'année. La crise pousse à émigration près de deux millions des treize millions d’Équatoriens. Dans ce contexte économique presque chaotique, certains banquiers, dont notamment les propriétaires de Filanbanco, détournent de fortes sommes avant de fuir aux États-Unis.

## Services

### Tourisme
L'Équateur compte de nombreux points d'intérêt touristique, en particulier les îles Galápagos (où le tourisme est très réglementé), les villes coloniales des Andes, en particulier Quito et Cuenca, classées au Patrimoine mondial. L'Équateur dispose également d'importants sites précolombiens comme Ingapirca, dans la province de Cañar, tandis que l'Est amazonien offre plusieurs parcs nationaux. Les revenus liés au tourisme représentaient en 2013 2 % du PIB du pays, ce qui ne représente pas une part majeure du PIB. Au troisième trimestre 2014, les entrées de devises dans le pays par le biais du tourisme se sont établies à 375,5 millions de dollars, tandis que les chiffres annuels des entrées de devises liées au tourisme ont connu une augmentation de 68 % entre 2008 et 2013. On peut estimer en 2015 que le secteur du tourisme représente environ 100 000 emplois en Équateur

## Inflation et finances publiques

### Inflation
L'inflation a considérablement diminué entre avril 2001 et fin mars 2003. En effet, l'inflation est passée de 46,6 % au début du mois d'avril 2001 à 9,2 % fin mars 2003, et fin mars 2002 elle était de 13,2 %.
Au cours des trois premiers mois de 2003, l'inflation était restée autour de 9-10 %. Ainsi, elle était de 9,36 % fin décembre 2002, 10,10 % fin janvier 2003, 9,8 % à la fin février et 9,2 % à la fin mars.

#### Histoire de l'inflation
Le 9 janvier 2000, le président démocrate-chrétien Jamil Mahuad fait congeler pendant un an les comptes bancaires des Équatoriens ayant des épargnes supérieures à 500 dollars pour lutter contre la crise économique. Il annonce aussi sa décision d'adopter le dollar comme monnaie officielle dans le pays. Des protestations eurent lieu et entraînèrent sa démission, il fut remplacé par son vice-président, Gustavo Noboa.

### Équipements
L'Équateur possédait en 1999 43 197 km de routes dont 8 165 km goudronnés, 965 km de voies ferrées, 1 500 km de voies navigables, ainsi que 180 aéroports dont 59 avec des pistes goudronnées.

### Chiffres
Le PNB de l'Équateur est de 23 milliards de dollars, ce qui représente 1 790 dollars par habitant. Le PIB du pays est de 39,3 milliards de dollars. La croissance du PIB est de 4,3 %. Le pays exporte pour 7 538 millions de dollars et importe pour 7 861 millions de dollars (en 2004), ce qui fait que la balance commerciale est négative. De plus la dette extérieure du pays est d'environ 10,9 milliards de dollars.
Pour essayer d'endiguer ce manque d'argent, le pays a reçu 96 millions de dollars le 10 décembre 2001 de la part du FMI, avec 300 millions de dollars en attente. En février 2003, le nouveau président Lucio Gutiérrez prit en compte dans le budget, le remboursement de cette dette en utilisant le potentiel pétrolier.